# Platyceps ventromaculatus
Platyceps ventromaculatus is een slangensoort uit het geslacht Platyceps van toornslangachtigen en de onderfamilie Colubrinae.

## Naam en indeling
De wetenschappelijke naam van de slang werd voor het eerst voorgesteld door John Edward Gray in 1834. Oorspronkelijk werd de wetenschappelijke naam Coluber ventromaculatus gebruikt. De slang werd eerder tot andere geslachten gerekend, zoals Coluber en Zamenis. De soortaanduiding ventromaculatus is afgeleid van Latijn venter, 'buik' en maculatus, 'gevlekt'.
Gray publiceerde enkel een waterverftekening, die deel uitmaakte van een verzameling schetsen van Indische dieren in het British Museum, verzameld door majoor-generaal Thomas Hardwicke. Een begeleidende tekst ontbrak.
In 2006 publiceerden Beat Schätti en Andreas Schmitz een uitgebreide beschrijving van de morfologie en de verspreiding van de soort. De soort komt volgens hen voor aan de kust bij Gwadar en in de Indusvallei in Pakistan en in India tot bij Lucknow in Uttar Pradesh (India) in het noorden en Pune in het zuiden.

## Verspreiding
De soort komt voor in delen van Azië en het Midden-Oosten en leeft in de landen India, Turkije, Pakistan, Rusland, Afghanistan, Irak, Iran, Koeweit, Bahrein, Saoedi-Arabië en de Verenigde Arabische Emiraten.

## Ondersoorten
De soort wordt verdeeld in drie ondersoorten die onderstaand zijn weergegeven, met de auteur en het verspreidingsgebied.
| Naam                                  | Auteur            | Verspreidingsgebied |
| ------------------------------------- | ----------------- | --- |
| Platyceps ventromaculatus bengalensis | Khan & Khan, 2000 | Pakistan |
| Platyceps ventromaculatus indusai     | Khan & Khan, 2000 | Pakistan |
| Platyceps ventromaculatus             | Gray, 1834        | India, Turkije, Pakistan, Rusland, Afghanistan, Irak, Iran, Koeweit, Bahrein, Saoedi-Arabië, Verenigde Arabische Emiraten |